# Eucteanus hardwickei
Eucteanus hardwickei is een keversoort uit de familie zwamkevers (Endomychidae). De wetenschappelijke naam van de soort werd in 1831 gepubliceerd door Frederick William Hope.